# Cantón de Vernon-Norte
El cantón de Vernon-Norte era una división administrativa francesa, que estaba situada en el departamento de Eure y la región de Alta Normandía.

## Composición
El cantón estaba formado por siete comunas, más una fracción de la comuna que le daba su nombre:
- Chambray
- La Chapelle-Réanville
- Sainte-Colombe-près-Vernon
- Saint-Just
- Saint-Marcel
- Saint-Pierre-d'Autils
- Vernon (fracción)
- Villez-sous-Bailleul

## Supresión del cantón de Vernon-Norte
En aplicación del Decreto n.º 2014-241 de 25 de febrero de 2014, el cantón de Vernon-Norte fue suprimido el 22 de marzo de 2015 y sus 8 comunas pasaron a formar parte; siete del nuevo cantón de Pacy-sur-Eure y una del nuevo cantón de Vernon.